# Natasha Parry
Pour les articles homonymes, voir Parry.
Natasha Parry est une actrice britannique, née le 2 décembre 1930 à Londres et morte le 22 juillet 2015 à Saint-Nazaire,.

## Biographie
Natasha Parry est née d'une mère russe et d'un père gréco-britannique, le réalisateur Gordon Parry. Elle fait ses débuts sur scène à l'âge de 12 ans. Elle donna la réplique à Gérard Philipe dans le film Monsieur Ripois de René Clément.
Elle a épousé Peter Brook.

## Filmographie
- 1949 : Golden Arrow de Gordon Parry : Betty Felton
- 1950 : Le Démon de la danse (Dance Hall) de Charles Crichton : Eve
- 1950 : Midnight Episode de Gordon Parry : Jill Harris
- 1951 : The Dark Man de Jeffrey Dell : Molly Lester
- 1952 : Crow Hollow de Michael McCarthy : Ann Amour
- 1954 : Monsieur Ripois de René Clément : Patricia
- 1957 : Alerte en Extrême-Orient (Windom's Way) de Ronald Neame : Anna Vidal
- 1959 : Les Seins de glace (The Rough and the Smooth) de Robert Siodmak : Margaret Goreham
- 1960 : Piège à minuit (Midnight Lace) de David Miller : Peggy Thompson
- 1963 : L'Étrange Mort de Miss Gray (Girl in the Headlines) de Michael Truman : Perlita Barker
- 1964 : Nuit noire, Calcutta (court métrage) de Marin Karmitz : la femme
- 1968 : Roméo et Juliette (Romeo and Juliet) de Franco Zeffirelli : Lady Capulet
- 1969 : Ah! Dieu que la guerre est jolie (Oh! What a Lovely War) de Richard Attenborough : la femme de Sir William Robertson
- 1979 : Rencontres avec des hommes remarquables (Meetings with Remarkable Men) de Peter Brook : Vitvitskaia
- 1979 : Pourquoi Patricia ? (téléfilm) de Guy Jorré : Patricia
- 1981 : La Fille prodigue de Jacques Doillon : la mère
- 1982 : Le Lit de Marion Hänsel : Eva
- 1982 : La Cerisaie (captation télévisée) de Peter Brook : Liouba
- 2014 : Le Goût des myrtilles de Thomas de Thier : Jeanne

## Théâtre
- 1977 : La Nuit de l'iguane de Tennessee Williams, mise en scène Andréas Voutsinás, Théâtre des Bouffes du Nord
- 1981 : La Cerisaie d'Anton Tchekhov, mise en scène Peter Brook, Théâtre des Bouffes du Nord ; repris en 1983
- 2009 : Love is my sin sonnets de William Shakespeare, mise en scène Peter Brook, Théâtre des Bouffes du Nord